# Wasserturm Ravensberg
| Wasserturm Ravensberg in Kiel | Wasserturm Ravensberg in Kiel                    |
|                               |                                                  |
| Daten                         | Daten                                            |
| ----------------------------- | ------------------------------------------------ |
| Baujahr:                      | 1896                                             |
| Entwurf:                      | Rudolph Schmidt                                  |
| Turmhöhe:                     | 34 m                                             |
| Nutzhöhe:                     | 15 m                                             |
| Behälterart:                  | Nach oben offener Ringbehälter                   |
| Volumen des Behälters:        | 1500 m³                                          |
| Stilllegung:                  | 1990                                             |
| Ursprüngliche Nutzung:        | Trinkwasserversorgung                            |
| Heutige Nutzung:              | Wohnraum                                         |
| Denkmalschutz:                | Kulturdenkmal von besonderer Bedeutung seit 1976 |

Der Wasserturm Ravensberg ist ein 1896 errichteter ehemaliger Wasserturm im Kieler Stadtteil Ravensberg, der nach einem Umbau seit 2015 Wohnzwecken dient.

## Gebäude
Das Gebäude wurde von dem damaligen Kieler Stadtbaurat Rudolph Schmidt entworfen, der es – mit Rücksicht auf die zu erwartende Bebauung der Umgebung – bewusst architektonisch an mittelalterliche Befestigungs-, Stadt- und Burgtürme anlehnte.
Der aus Backsteinen errichtete Wasserturm befindet sich auf einer künstlichen Anhöhe, hat einen Durchmesser von 23,70 m und eine Höhe von ca. 30 m. Im Inneren befand sich bis zum Umbau des Gebäudes in 15 m Höhe ein nach oben offener Ringbehälter (ein Intze-Behälter).

## Geschichte

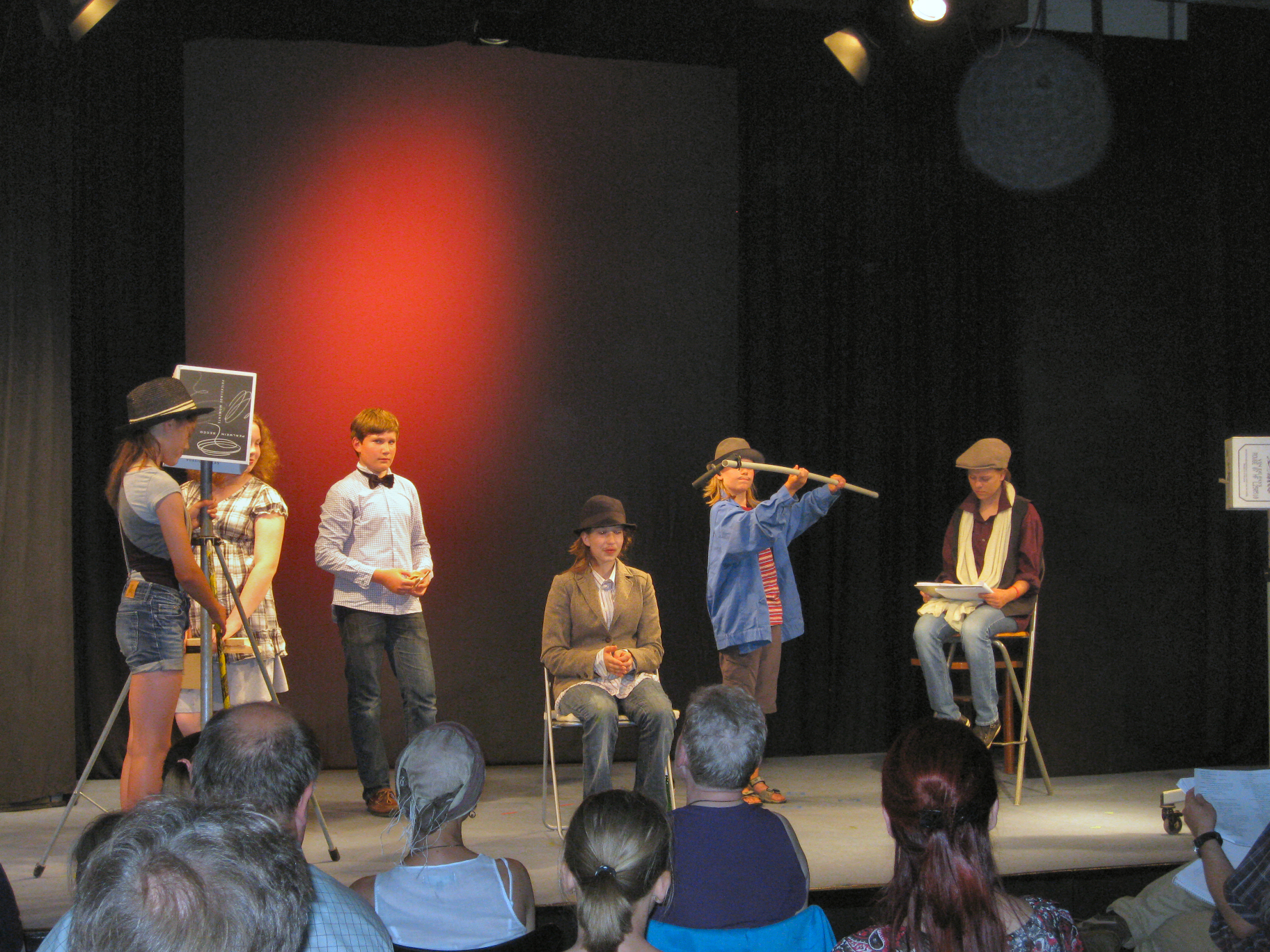
Beispiel seinerzeitiger Nutzung: Theater-Workshop für Jugendliche, Loriots Lottogewinner Erwin …

Nach Einrichtung der zentralen Wasserversorgung in Kiel wurde 1886 ein Hochbehälter auf dem Ravensberg (mit einem Fassungsvermögen von 2.500 Kubikmetern) errichtet.
Als im Zuge der Erweiterung Kiels eine Bebauung der direkten Umgebung des Ravensberges – insbesondere der Holtenauer Straße – mit mehrgeschossigen Gebäuden erfolgte, wurde zur Sicherstellung der Wasserversorgung der oberen Stockwerke der Bau eines höheren Wasserbehälters erforderlich. Dafür wurde 1898 an der höchsten Stelle des Ravensberges um den vorhandenen Hochbehälter eine Anhöhe aufgeschüttet und auf dieser der neue Wasserturm errichtet. Der Ringbehälter (mit einem Fassungsvermögen von 1.500 Kubikmeter) befand sich in 15 m Höhe innen an der Außenmauer des Wasserturms.
1974/75 wurde der Wasserturm instand gesetzt, dabei erfolgte eine Veränderung des Dachreiters. 1976 wurde der Wasserturm in das Denkmalbuch des Landes Schleswig-Holstein als „Kulturdenkmal von besonderer Bedeutung“ eingetragen.
1990 wurde der Ringbehälter außer Betrieb genommen (der Wasserbehälter unterhalb des Wasserturms war zunächst weiterhin in Betrieb und sollte zu einer repräsentativen Empfangshalle umgebaut werden).
Im Jahre 2000 wurde der Wasserturm an einen privaten Investor verkauft. Er wurde bis 2012 für Veranstaltungen (Theater, Konzerte, Ausstellungen etc.) genutzt. Eine Entkernung und ein Umbau zu 34 Eigentumswohnungen in mehreren Ebenen einschließlich einer Tiefgarage mit 92 Stellplätzen nach Plänen des Architekturbüros Schnittger und Partner wurde 2013 begonnen und 2015 abgeschlossen, wobei die äußere Erscheinung weitgehend erhalten blieb. Für diesen Umbau und die energetische Sanierung des Bauwerks wurden 15,5 Millionen Euro investiert.

## Impressionen

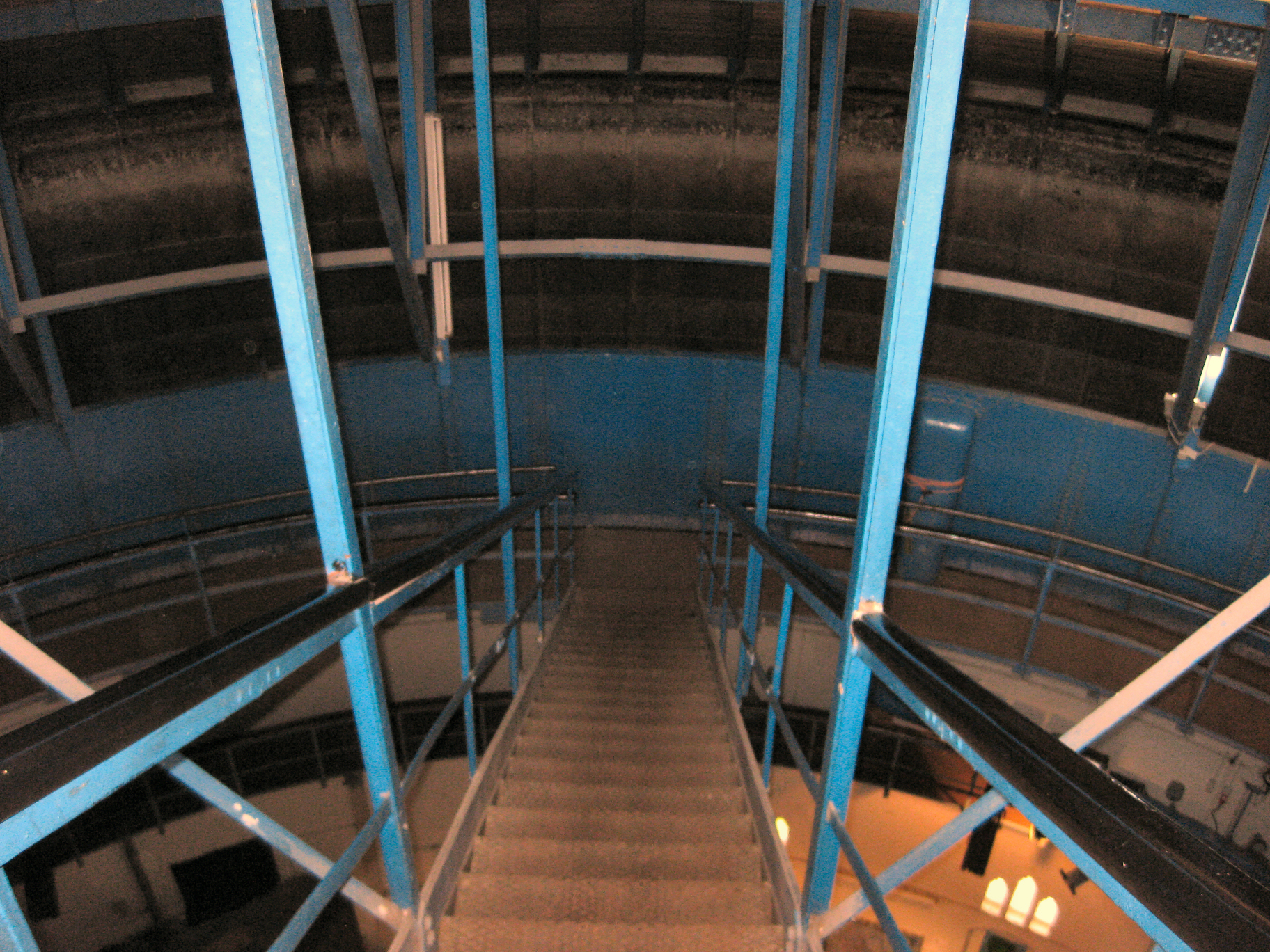
Blick auf den Ringbehälter
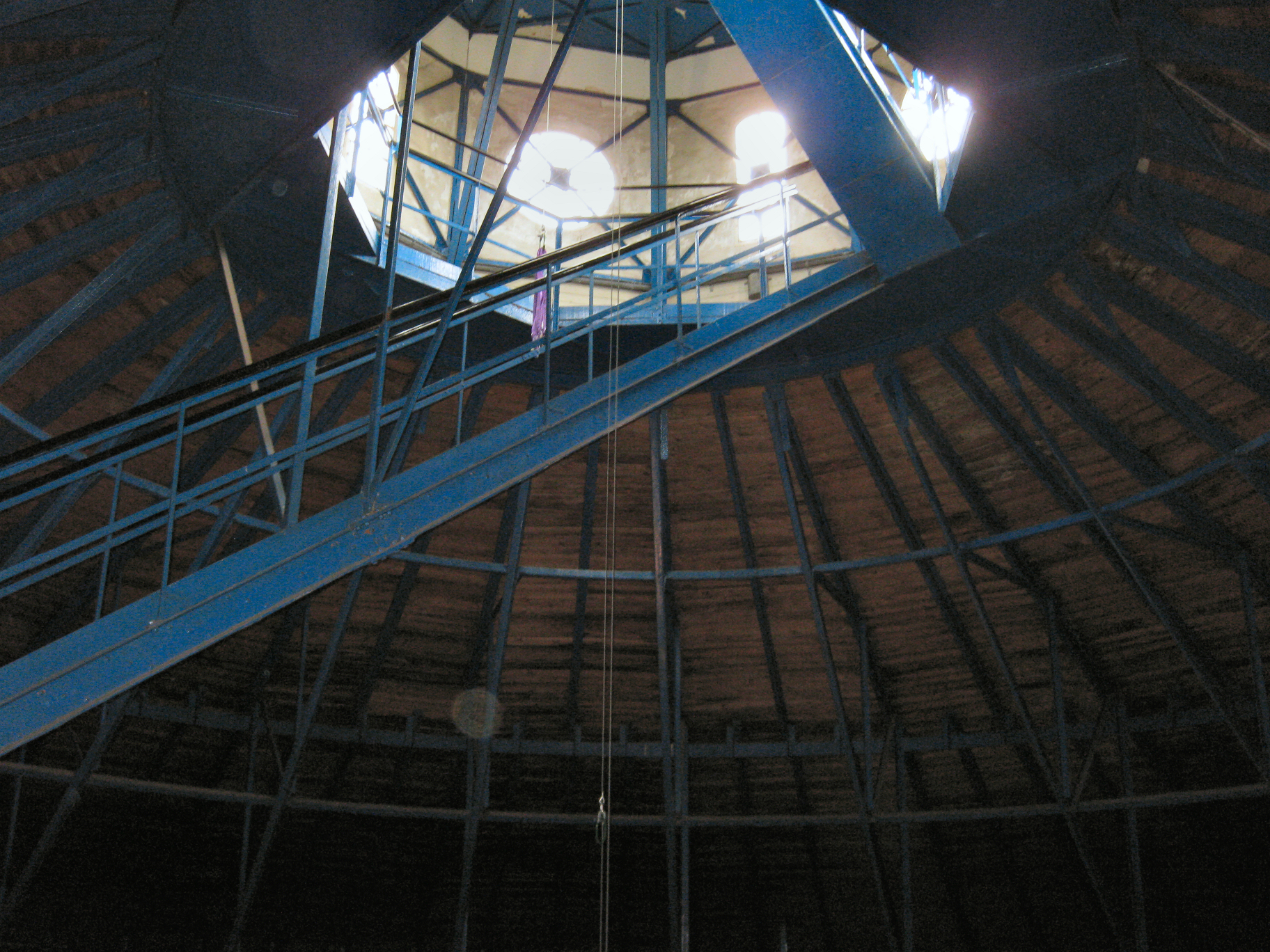
Blick hinauf in die „Laterne“
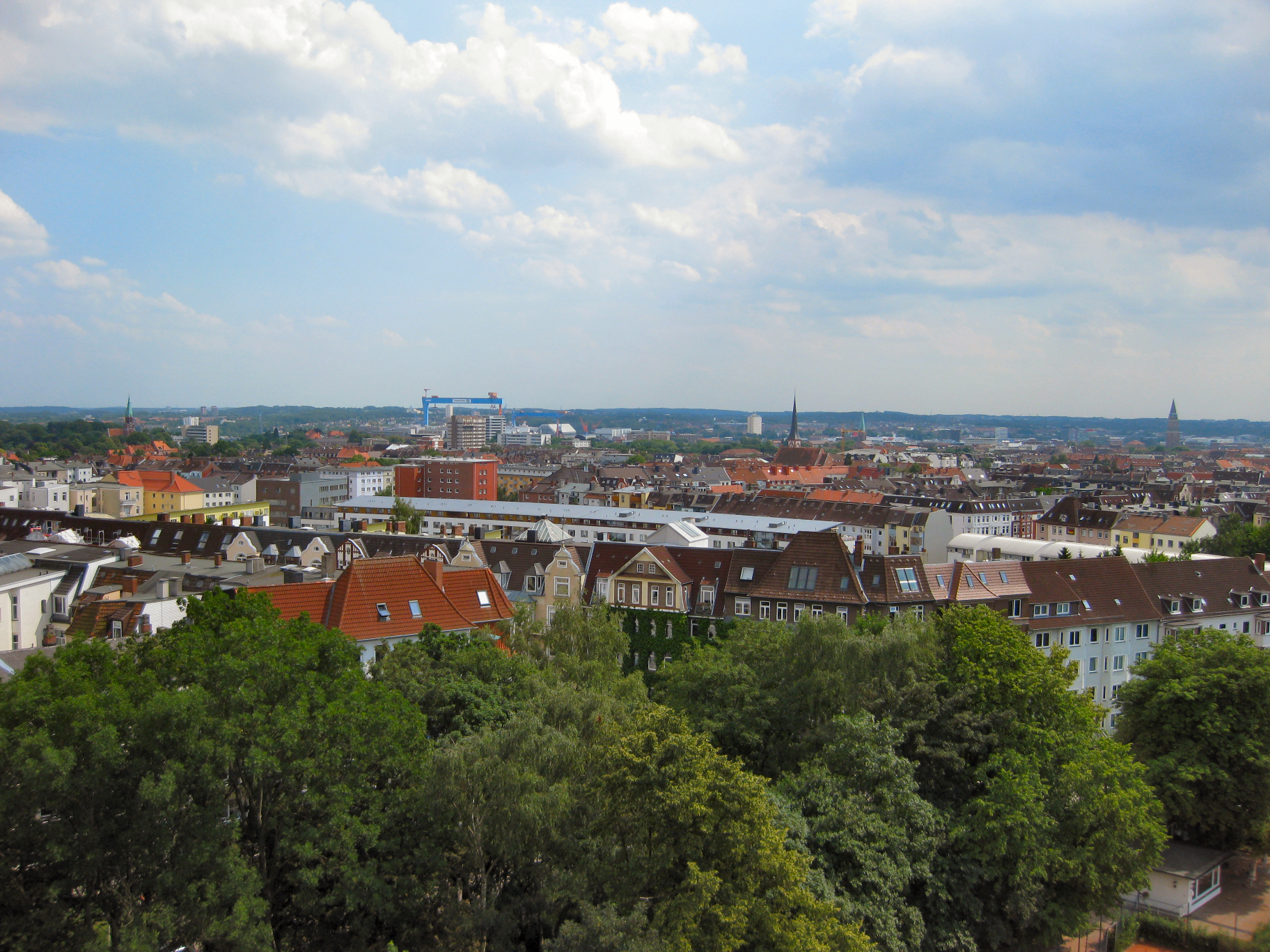
Blick aus der „Laterne“ auf den Stadtteil; im Hintergrund HDW
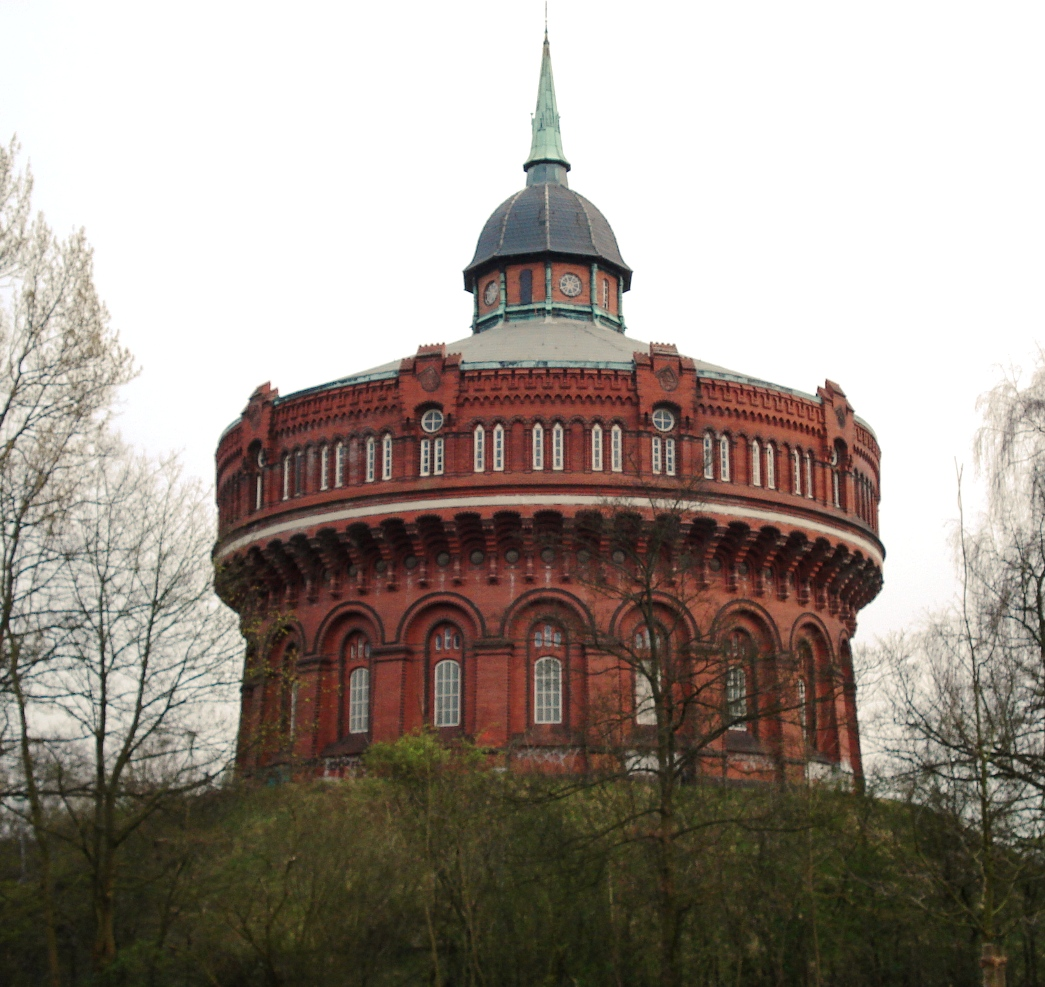
Ansicht von Norden mit dem unter dem Turm aufgeschütteten Hügel
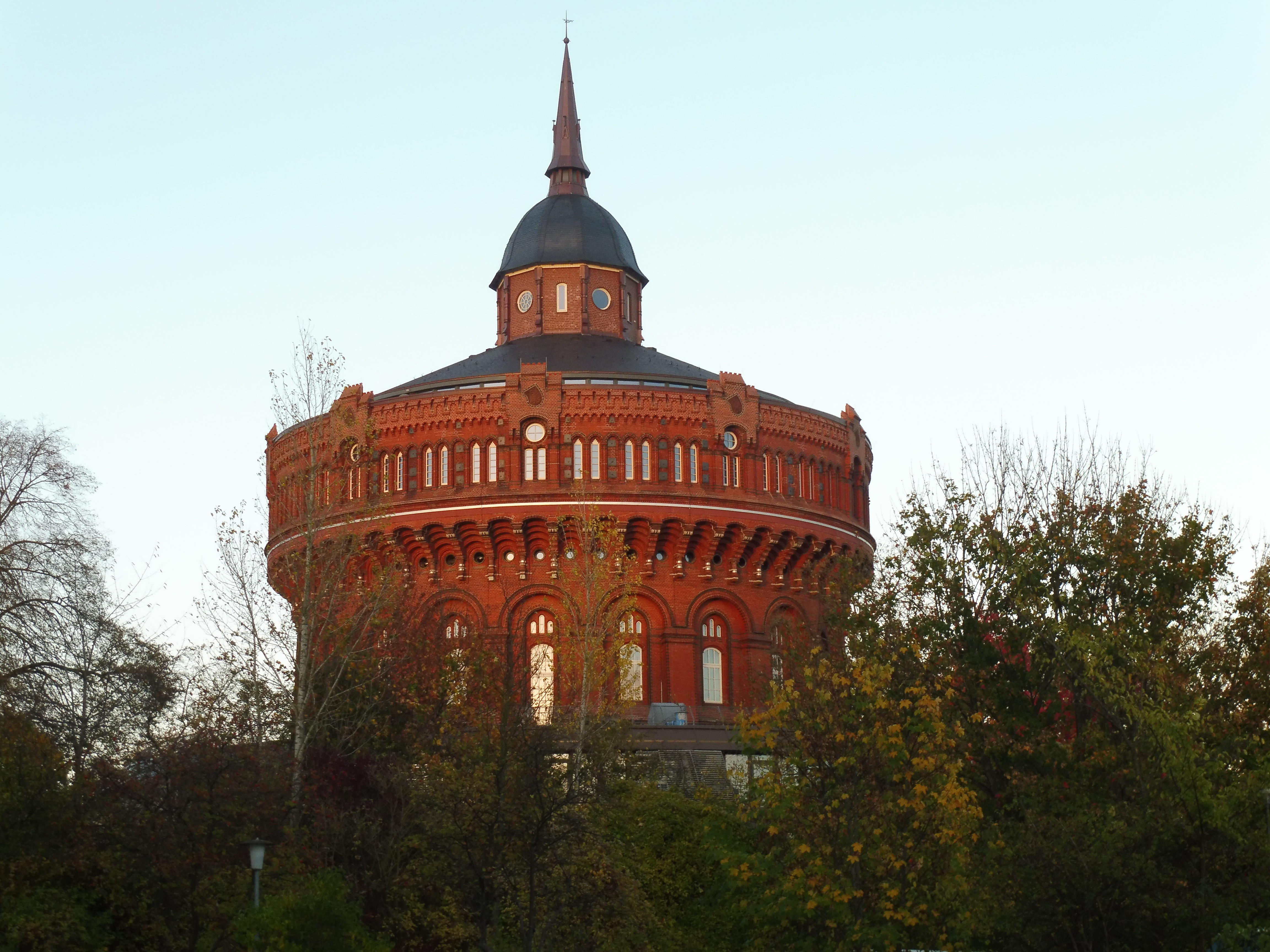
Wasserturm Kiel-Ravensberg nach dem Umbau zur Wohnnutzung
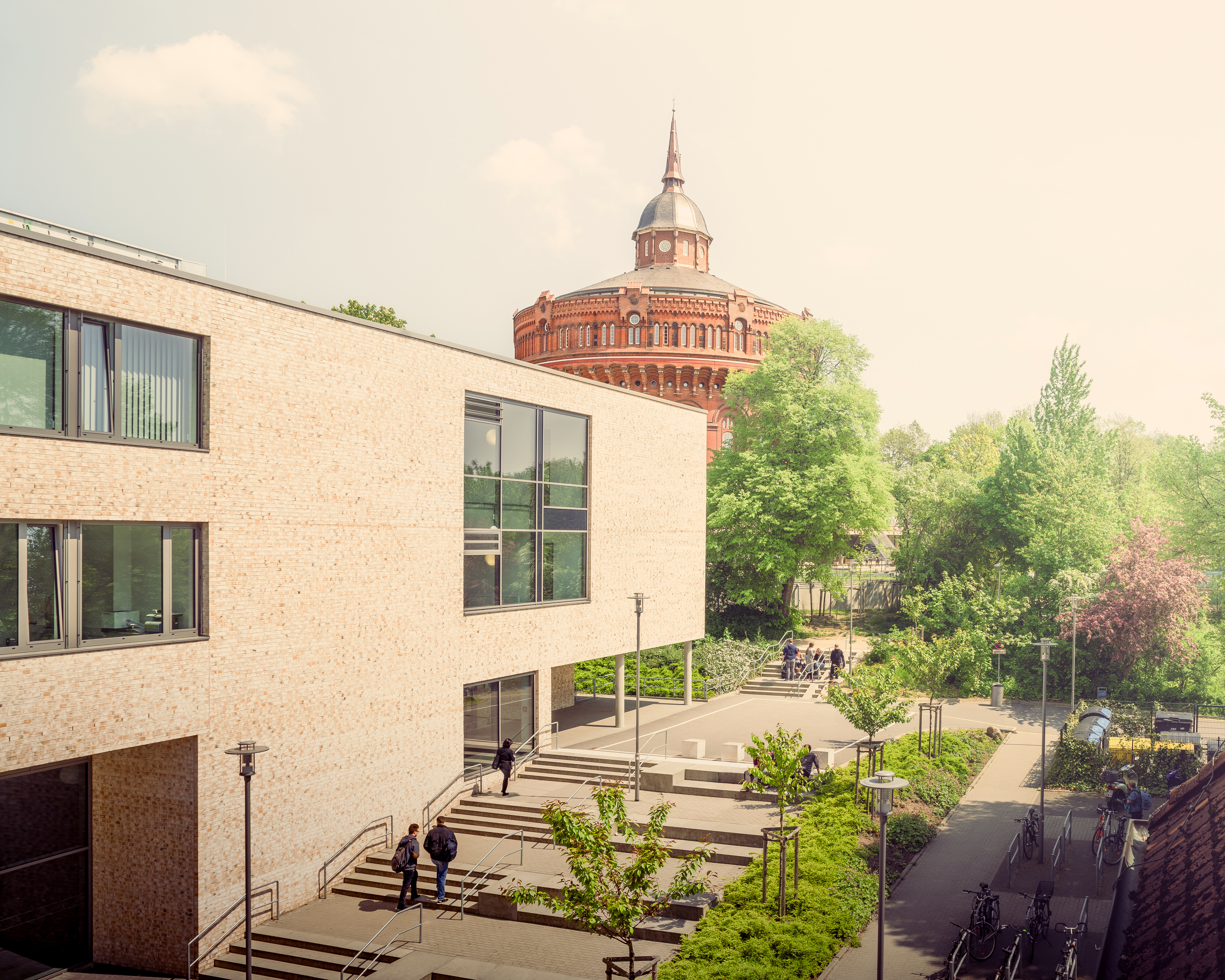
RBZ Wirtschaft Kiel in unmittelbarer Nähe zum Wasserturm